# Cuchillo balístico

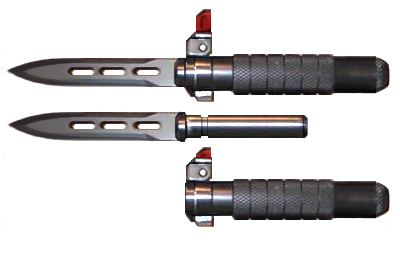
Cuchillo balístico.

Un cuchillo balístico es un cuchillo con una hoja desmontable que puede ser lanzada desde el mango como un proyectil por medio de un mecanismo accionado por resorte o impulsado por gas. Los cuchillos balísticos accionados mediante resorte obtuvieron una breve notoriedad en Estados Unidos a mediados de la década de 1980, después de la venta de modelos comerciales tanto allí como en otros países occidentales. Estos cuchillos han sido prohibidos a nivel nacional en Estados Unidos desde 1986.

## Historia
Los cuchillos balísticos fueron diseñados para emplearse como armas ocultas cuando no es adecuado emplear un arma de fuego. La hoja puede quedarse acoplada al mango y ser empleado como un típico cuchillo con hoja fija, o ser lanzada como un proyectil al retirar un pasador y presionar un botón. En los modelos accionados mediante resorte, la hoja del cuchillo balístico puede lanzarse a una distancia teórica de unos 6 m (unos 16 pies) a una velocidad de 63 km/h (39 millas/hora). Los cuchillos balísticos que utilizan aire comprimido u otro gas para lanzar la hoja suelen ser más potentes y no padecen del desgaste del resorte.
Además de los mecanismos de resorte, aire comprimido o gas, la hoja de un cuchillo balístico también puede ser propulsada por una carga explosiva, como un cartucho de fogueo.   
Los primeros cuchillos balísticos fueron fabricados en la Unión Soviética a mediados de la década de 1970 por la compañía TNIITochMash bajo la designación GRAU 6P25U (conocidos popularmente en Occidente como NRS-2), pero que no entraron en servicio oficialmente hasta la segunda mitad de la década de 1980, siendo suministrados en grandes números al grupo de fuerzas especiales Spetsnaz tanto del GRU como del MVD. A inicios de la década de 1980 fueron apareciendo copias sin licencia en Estados Unidos.

## Legalidad en los Estados Unidos
Al contrario de las navajas automáticas convencionales, cuya posesión es legal en más de 30 estados, los cuchillos balísticos tienen limitación de uso en EE. UU. Luego que las ventas de cuchillos balísticos fueron detenidas mediante un estatuto federal en 1986, el mango lanzador estuvo disponible con un pequeño garfio de escalada o un garrote plegable de aluminio.

### Historia de su legalización
Después de oír el testimonio sin corroborar de un testigo congresal, según el cual los cuchillos balísticos podían usarse para perforar los chalecos antibalas usualmente empleados por los oficiales de Policía, y de ver una demostración en un blanco apoyado sobre madera, el Senador por Nueva York Alphonse D'Amato introdujo el Acta de prohibición de los cuchillos balísticos, un proyecto de ley para prohibir la venta o posesión de cuchillos balísticos. Inicialmente el proyecto de ley no fue aprobado. Sin embargo, después de obtener el apoyo del senador por Carolina del Sur Strom Thurmond y del senador por Arizona Dennis DeConcini, el apoyo del Congreso a una prohibición de la importación o posesión de cuchillos balísticos creció rápidamente. En septiembre de 1986, los Senadores que apoyaban la prohibición de los cuchillos balísticos anexaron su proyecto de ley a la legislación diseñada para erradicar los cultivos de plantas narcóticas en el extranjero y detener las operaciones de tráfico de drogas. Por lo tanto el proyecto de ley pasó a ser ley. El nuevo estatuto federal prohibió la importación o posesión de tales cuchillos en el comercio interestatal. Algunos estados siguieron el ejemplo de la ley federal y aprobaron restricciones aún más estrictas, a veces prohibiendo la tenencia de cuchillos balísticas dentro de su territorio.

### Ley actual
Al igual que a las navajas automáticas, la ley federal considera a los cuchillos balísticos accionados mediante resorte como ilegales de poseer, fabricar, vender o importar "en o junto al comercio interestatal". Esto significa que no pueden importarse a Estados Unidos, así como compararlos o venderlos entre estados, inclusive tenerlos o fabricarlos "con el fin" de venderlos entre estados. La ley federal también contempla como un crimen aparte el uso o porte de un cuchillo balístico al cometer un delito federal violento, con una sentencia mínima de 5 años en una prisión federal. La ley federal no prohíbe la posesión, fabricación o venta de un cuchillo balístico dentro de las fronteras de un estado, mientras que las leyes de cada estado o territorio deben consultarse para determinar si la posesión, fabricación o venta es legal dentro de un estado determinado (varios estados tienen leyes que regulan o prohíben la venta o tenencia de cuchillos balísticos, con penas variables según cada estado). Al igual que la ley federal sobre navajas automáticas, tiene una excepción para su venta a las Fuerzas Armadas de los Estados Unidos en el marco de un contrato, así como su posesión autorizada por parte de miembros de las Fuerzas Armadas para llevar a cabo su misión.
Un cuchillo balístico cuya hoja es propulsada por una carga explosiva no entra bajo la incidencia de la ley federal sobre estas armas, pero puede ser restringido por ser un arma de fuego de la categoría Cualquier Otra Arma (COA) del Acta Nacional sobre Armas de Fuego.

## Legalidad en el Reino Unido
El estatus legal de los cuchillos balísticos o cuchillos pilum en el Reino Unido es dudoso según la actual legislación, especialmente por la gran discrecionalidad que tienen los fiscales de la Corona y la Policía respecto a clasificar cuchillos como artículos prohibidos. El gobierno anima a los fiscales a procesar a los acusados bajo más de una ley cuando sea aplicable. Además, en el Reino Unido es habitual para la Policía Metropolitana, no un barrister, ser consultada como expertos legales sobre el tema si un cuchillo en especial puede considerarse ilegal según las leyes sobre cuchillos del Reino Unido, dando como resultado una tencencia a interpretar cualquier artefacto cortante con estatus cuestionable como dentro de la definición de cuchillo prohibido.
Aunque no se mencionan específicamentes "cuchillos balísticos" en cualquier legislación, la publicidad, venta, transferencia o porte en lugar público de un cuchillo balístico puede ser considerado ilegal según el Acta de Restricción de Armas Ofensivas de 1959, el Acta de Cuchillos de 1997 , el Acta de Justicia Criminal de 1988 y el Acta de Prevención del Crimen de 1953. El Acta de Restricción de Armas Ofensivas de 1959 impone penas para cualquiera que produzca, venda o alquile, ofrezca para venta o alquiler, o preste o entreque a cualquier otra persona "cualquier cuchillo que tenga una hoja que se abra automáticamente al presionar con la mano un botón, resorte o cualquier otro mecanismo en el o acoplado al mango del cuchillo". El Acta de Cuchillos de 1997 prohíbe la publicidad de cuchillos como armas ofensivas, mientras que el Acta de Justicia Criminal de 1988 prohíbe el porte de cuchillos u objetos puntiagudos en un lugar público sin una "buena razón o autoridad legal". Finalmente, el Acta de Prevención del Crimen de 1953 prohíbe el porte de un arma ofensiva en cualquier lugar público sin "autoridad legal o excusa razonable".
El término "arma ofensiva" es definido en el Acta de Prevención del Crimen de 1953 como: "cualquier artículo hecho o adaptado para causar daño a la persona, o destinado por la persona que lo tiene para tal uso". Según el Acta de Prevención del Crimen, los cuchillos que están "exentos" de pena según el Acta de Justicia Criminal de 1988 al ser portados con "buena razón o autoridad legal" aún pueden ser considerados ilegales si las autoridades concluyen que el cuchillo es portado como un "arma ofensiva" sin "autoridad legal o excusa razonable". "Autoridad legal" significa aquellas ocasiones cuando las personanas precisan portar armas como parte de su deber gubernamental, tales como los oficiales de Policía o miembros de las Fuerzas Armadas, no personas particuales, de allí que "autoridad legal" no puede emplearse para exonerar a una persona del proceso legal. Además, como el cuchillo balístico fue originalmente diseñado como un arma ofensiva, no como una herramienta para emplearse en un oficio o negocio, y dadas las actuales directivas de la fiscalía, puede ser difícil establecer una "excusa razonable" para portar este tipo de cuchillo ante un fiscal o un tribunal del Reino Unido, especialmente si el porte en público de un cuchillo para defensa personal no es aceptable como "excusa razonable". Ante la ley, las declaraciones de autodefensa son actualmente vistas como admisión que el acusado pensaba utilizar el cuchillo como un "arma ofensiva" y quebrantar la ley - incluso de forma defensiva y en circunstancias justificables.

## En la cultura popular
- Los cuchillos balísticos pueden ser empleados como arma secundaria en el videojuego Call of Duty: Black Ops y su secuela Call of Duty: Black Ops 2.

- En un episodio de la serie El Guerrero Más Letal, unidades ficticias de Spetsnaz rusos utilizan este cuchillo para derrotar a los Boinas Verdes estadounidenses.

- En la película El Castigador de 2004, Frank Castle lo usa para matar a Harry Heck.